# 线形叶苞繁缕
线形叶苞繁缕（学名：Stellaria crassifolia var. linearis）为石竹科繁缕属下的一个变种。